# Guillermo Tell Villegas

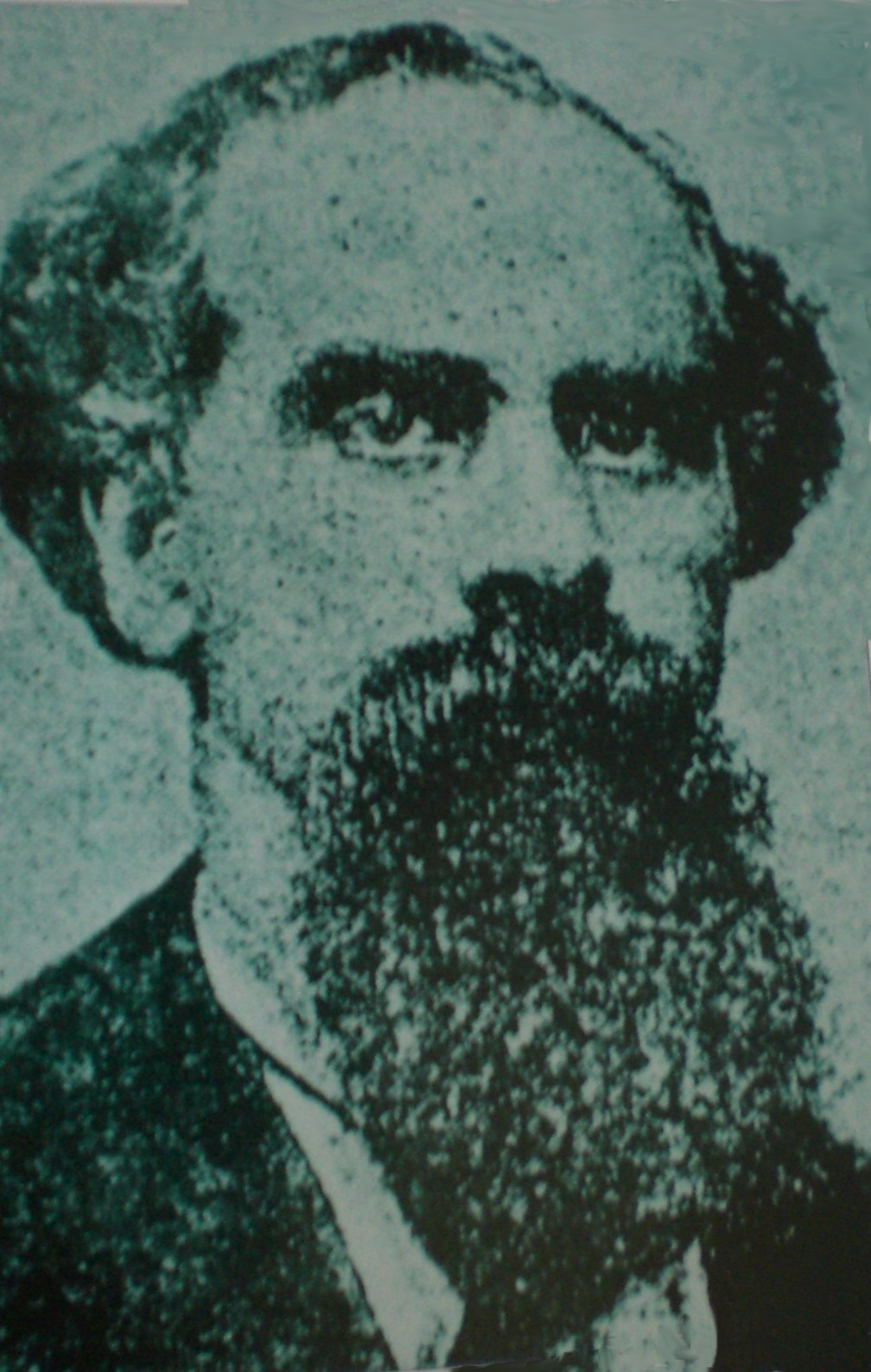
Guillermo Tell Villegas

Guillermo Tell Villegas  (n. 1823, Valencia, Venezuela - d. 21 martie 1907, Venezuela) a fost un om politic, președintele interimar al Venezuelei în perioada 1868-1869, 1870 și 1892, fiind de două ori și ministru de externe.